# Cuarto Gobierno Saavedra
El Cuarto Gobierno Saavedra es la composición del gobierno de las Islas Canarias desde el 17 de julio de 1991, hasta el 12 de abril de 1993 durante la III legislatura del Parlamento de Canarias. Estuvo presidido por Jerónimo Saavedra.

## Historia
Las Elecciones al Parlamento de Canarias de 1991 se celebraron el 26 de mayo. El PSOE es de nuevo el partido más votado, y fue nombrado presidente su candidato, Jerónimo Saavedra, merced a un pacto con las AIC.
Aun así, en 1993 Manuel Hermoso, de las AIC y vicepresidente del Gobierno hasta ese momento, presentó una moción de censura contra su propio gobierno, que ganó, formándose un nuevo gobierno autonómico de AIC, CDS - CCI e ICAN, con apoyo en el Parlamento de Asamblea Majorera y Agrupación Herreña Independiente.
El gobierno estuvo formado por 10 consejerías en total y 1 vicepresidencia.

## Composición
| Función                                       | Titular | Titular                                              | Partido |
| --------------------------------------------- | ------- | ---------------------------------------------------- | ------- |
| Presidente del Gobierno                       |         | Jerónimo Saavedra Acevedo                            | PSOE    |
| Vicepresidente Consejero de Presidencia       |         | Manuel Antonio Hermoso Rojas (Hasta el 18/03/1993)   | AIC     |
| Vicepresidente Consejero de Presidencia       |         | Julio Manuel Pérez Hernández (Interino)              | PSOE    |
| Consejero de Agricultura y Pesca              |         | Antonio Ángel Castro Cordobez (Hasta el 18/03/1993)  | AIC     |
| Consejero de Agricultura y Pesca              |         | José Antonio García Déniz (Interino)                 | PSOE    |
| Consejero de Economía y Hacienda              |         | José Miguel González Hernández (Hasta el 18/03/1993) | AIC     |
| Consejero de Economía y Hacienda              |         | Andrés Calvo González (Interino)                     | PSOE    |
| Consejero de Educación, Cultura y Deportes    |         | José Antonio García Déniz                            | PSOE    |
| Consejero de Industria, Comercio y Consumo    |         | Andrés Calvo González                                | PSOE    |
| Consejero de Obras Públicas, Vivienda y Aguas |         | Ildefonso Chacón Negrín (Hasta el 18/03/1993)        | AIC     |
| Consejero de Obras Públicas, Vivienda y Aguas |         | José Francisco Henríquez Sánchez (Interino)          | PSOE    |
| Consejero de Política Territorial             |         | José Francisco Henríquez Sánchez                     | PSOE    |
| Consejero de Sanidad y Asuntos Sociales       |         | Julio Manuel Pérez Hernández                         | PSOE    |
| Consejero de Trabajo y Función Pública        |         | Blas Gabriel Trujillo Oramas                         | PSOE    |
| Consejero de Turismo y Transportes            |         | Miguel Zerolo Aguilar (Hasta el 18/03/1993)          | AIC     |
| Consejero de Turismo y Transportes            |         | Blas Gabriel Trujillo Oramas (Interino)              | PSOE    |